# مؤسسه بحریه
مؤسسه بحریه ({{lang-ur|موئسسہِ بحریہ) شرکت صنایع جنگ‌افزاری پاکستانی است، که در سال ۱۹۸۲ توسط نیروی دریایی پاکستان تأسیس شد.